# Варламова, Нина Константиновна
Нина Константиновна Варламова (11 февраля 1954, Чкаловск, Горьковская область — 16 декабря 2008, Кандалакша, Мурманская область) — глава Кандалакшского района Мурманской области в 2007—2008 годах.

## Биография
Нина Константиновна Варламова родилась 11 февраля 1954 года в городе Чкаловске Горьковской области (однако позднее местом её рождения СМИ называли и Нижний Новгород).
Сведений о Варламовой публиковалось немного. Известно, что в Кандалакшском районе Мурманской области она поселилась в 1979 году. Работала в администрации села Алакуртти, а в начале 1980-х стала депутатом городского Совета депутатов Кандалакши.
В конце 1980-х (по другим сведениям, в начале 1990-х годов) Варламова избиралась председателем городского совета Кандалакши, а в 1998 году заняла должность заместителя главы администрации Кандалакши Виталия Голубева. В 2000 году она окончила филиал Московского государственного индустриального университета, и в 2001 году возглавила Управление социальной защиты населения городской администрации. Пресса писала о том, что Варламовой в этот период, «несмотря на постоянные конфликты с начальством, удалось реализовать несколько успешно действующих социальных программ». В 2006 году её работа была отмечена Почетной грамотой губернатора Мурманской области.
В апреле 2007 года Варламова была назначена заместителем главы Кандалакшского муниципального района Александра Вихорева. В августе того же года полномочия Вихорева как главы района были прекращены досрочно — Кандалакшский горсуд признал его виновным в даче взятки должностному лицу и приговорил к лишению свободы на два с половиной года (условно) с лишением права в течение трех лет занимать выборные и иные должности на государственной и муниципальной службе и в органах местного самоуправления. Тогда Варламова по решению райсовета стала исполняющей обязанности главы муниципального района. В том же году Варламова выдвинула свою кандидатуру на выборах главы Кандалакшского муниципального района. Областная пресса отмечала, что, несмотря на то, что Варламова была единственной женщиной среди участников кампании, она «сразу показала себя сильнейшим кандидатом». В противовес остальным кандидатам на должность, СМИ подчеркивали порядочность Варламовой и корректность в ведении предвыборной кампании. «Даже самые ярые её недруги не могут назвать ничего такого, что было бесспорно поставить ей в вину», — писали мурманские «Аргументы и факты». В декабре 2007 года во втором туре выборов Варламова одержала победу, став полноправным главой муниципального образования.
16 декабря 2008 года Варламова была убита на 55-м году жизни у подъезда собственного дома. Преступник с ножом напал на неё, и после нанесенных ей ранений она скончалась по дороге в больницу (по другим сведениям, «скорая» доставила умирающую в больницу, где она и скончалась от потери крови). По некоторым сведениям, Варламова сама успела произнести имя нападавшего (однако публиковались и свидетельства врачей о том, что раны её были столь серьезны, что она вряд ли могла говорить).
По факту убийства Варламовой было возбуждено уголовное дело. Подозреваемый в совершении преступления был задержан по горячим следам. Им оказался Дмитрий Киреев, который, по сведениям «Коммерсанта», в конце 1980-х годов служил в Афганистане, воевал и был контужен. После демобилизации, в период, когда Варламова возглавляла городской Совет народных депутатов, Киреев избирался в его состав. Позднее он руководил городской газетой «Вестник апреля», однако «в последние годы… нигде не работал, продал квартиру». СМИ приводили данные о том, что Киреев угрожал Варламовой физической расправой, однако та всерьёз их не воспринимала и за помощью в правоохранительные органы и не обращалась. Рассуждая о том, что могло толкнуть подозреваемого на совершение преступления, СМИ приводили свидетельства о том, что ранее Варламова помогала Кирееву как бывшему коллеге получать материальную помощь, однако в выделении дополнительного пособия и повышении пенсии ему было отказано. Другим возможным мотивом убийства представители правоохранительных органов также называли «хулиганские или корыстные побуждения».
В июне 2009 года психиатрическая экспертиза установила невменяемость Киреева в форме паранойяльного развития личности . 1 сентября 2009 года стало известно, что суд признал его виновным в убийстве Варламовой, но освободил от уголовной ответственности, вместо этого направив на принудительное лечение .
По информации представителей администрации, Варламову решено было похоронить в Нижнем Новгороде. У неё остались муж, проживавший с ней в Кандалакше, и сын, 1985 года рождения.